# جزيرة كاليه
جزيرة كاليه وهي جزيرة من جزر إندونيسيا، وتقع في المحيط الهندي قباله سواحل جزيرة جاوة في إقليم بنتن.